# Нинон де Ланкло
Нинон де Ланкло (фр. Ninon de Lenclos или Lanclos, настоящее имя Анна де л’Анкло — Anne de l’Enclos; 10 ноября 1615/1623, Париж — 17 октября 1705, там же) — французская писательница и хозяйка литературного салона, покровительница искусств, куртизанка. Прославилась своей красотой, необычайным остроумием, а также тем, что сохраняла свою необыкновенную привлекательность практически до самой смерти на девятом десятке.
Де Ланкло — символ образованной и независимой женщины, царицы парижских салонов, сочетавшей ум и сердце, пример эволюции нравов XVII и XVIII вв.

## Биография

### Юность
Анна де л’Анкло родилась в Париже в семье туренского дворянина Генриха де Ланкло и его супруги, урожд. Ракони. Уменьшительное имя «Нинон» ей дал в детстве отец, последователь философии Эпикура, в 1632 г. высланный за дуэль из Франции. 10 лет спустя скончалась её мать, и Нинон отправилась в монастырь — только ради того, чтобы покинуть его через год.
Если знать, какой путь Нинон изберёт себе дальше, этот выбор монастырской карьеры в начале её жизни кажется странным. Но он был вызван тем же жизненным принципом, которым она будет руководствоваться всегда — Нинон собиралась оставаться не состоящей в браке и независимой. В дальнейшем, под влиянием философии эпикуреизма вообще и Монтеня в частности, Нинон посвятит своё бытие удовольствию — физическому и умственному.
В наследство Нинон получила большое состояние, которым сумела хорошо распорядиться, получая ежегодно 10 000 ливров ренты.

### Жизнь куртизанкой и заключение в монастырь
Возвратившаяся в Париж Нинон стала популярной фигурой в светских салонах того времени, и её собственная гостиная также стала центром споров и бесед о литературе. В начале 1630-х именно Нинон де Ланкло поощрила молодого Мольера — например, именно в её салоне он впервые прочёл своего «Тартюфа», и он вывел её в «Мизантропе» в образе Селимены. В своём завещании она оставила средства для покупки книг 9-летнему сыну своего счетовода по имени Франсуа Мари Аруэ — который позже прославился под литературным псевдонимом Вольтер.
Именно в этот период началась её жизнь в качестве куртизанки. Нинон имела многочисленных богатых и знатных любовников, включая кузена короля Великого Конде, Гаспара де Колиньи (герцог Шатильонский, внучатый племянник адмирала Колиньи), и Франсуа де Ларошфуко (принца де Марсийака). Нинон всегда окружали многочисленные поклонники, но возлюбленный у неё всегда был только один, и меняя его на другого, она обыкновенно сообщала ему об этом прямо, чем заслужила репутацию личности волевой, решительной и экстравагантной. «Единственное, что ему оставалось — радоваться тому, что ему ещё разрешили наносить Нинон визиты в качестве друга», — свидетельствовал Сен-Симон.
Изящная, превосходно сложенная брюнетка, с лицом ослепительной белизны, с лёгким румянцем, с большими синими глазами, в которых одновременно сквозили благопристойность, рассудительность, безумие и сладострастие, с восхитительными зубами и очаровательной улыбкой, Нинон держалась с необыкновенным благородством, обладая поразительной грацией манер.
В интимных связях Нинон руководствовалась по большей части чувствами, а не корыстью — она отвергла 50 тыс. франков за ночь от кардинала Ришельё, заявив, что она «отдаётся, но не продаётся» (из воспоминаний графа де Шавеньяка). Считается, что денег Нинон со своих возлюбленных не брала никогда (в отличие от своей современницы и «конкурирующей» куртизанки Марион Делорм), в подарок принимала от них только цветы, а свою репутацию заслужила «неприличным» для незамужней женщины поведением. Тем не менее, Таллеман де Рео пишет: «Её любовников делили на три разряда: тех, кто платил и к коим она была совершенно равнодушна, терпя их лишь до поры до времени, пока они были ей нужны; на тех, кого она мучила, и любимчиков».
Подобный стиль жизни (тогда ещё не столь приемлемый, как это стало считаться позже), а также её вольнодумство в вопросах, касающихся религии, привели к тому, что по навету г-жи де Граммон и повелению регентши Анны Австрийской Нинон была насильственно заключена в женский монастырь Мадлонетт. Некоторое время спустя, тем не менее, узницу посетила Кристина, бывшая королева Швеции, которая вместе с Конде добилась от Мазарини освобождения Нинон.
В браке Нинон никогда не состояла, но родила двух сыновей и дочь.

### Нинон-писательница
В качестве реванша Нинон де Ланкло стала писать произведения, в которых защищала свою позицию: достойная жизнь без какой-либо религии. Среди них особенно выделяется «Месть кокетки» (La coquette vengée, 1659). Она была отлично образована, знала итальянский и испанский языки, свободно ориентировалась в классической литературе, играла на лютне и клавесине. Кроме того, Нинон была также прославлена своими остроумными высказываниями. Рассказывают, что по просьбе Сент-Эвремона она написала свою биографию, умолчав, однако, о своих любовных историях: «Вот мой портрет, но только по пояс».
Выбирайте: либо любить женщин, либо понимать их.
Начиная с конца 1660-х гг. Нинон понемногу оставила образ жизни куртизанки. Благодаря своим литературным друзьям в 1667 г. начинаются её приёмы в отеле Сагонь (hôtel Sagonne) на улице Турнелль, № 36, вошедшем в историю как дом её литературных салонов (несмотря на то, что они собирались и в других зданиях). В эти годы она стала другом Расина.
Посетители её салона носили прозвище «турнелльских птиц». В их число входили: Фонтенель, Ларошфуко, Шарль де Сент-Эвремон, аббат Скаррон, Жан-Батист Люлли, Лафонтен, Филипп II Орлеанский, Антуан Годо, Антуан Гомбо, герцог Сен-Симон, граф Рабютен, Жюль де Клерамбо, аббат Шатонеф, Христиан Гюйгенс, Франсуа Буаробер, Шарль Перро, Шарль де Севинье (сын знаменитой мемуаристки), Николя Буало и др.
Свет и даже королевский двор прислушивались к мнению остроумной Нинон, побаивались её острот. Даже Людовик XIV по поводу всевозможных событий интересовался «А что сказала об этом Нинон?».
Позже она стала близкой подругой Франсуазы д’Обинье, более известной как мадам де Ментенон, фаворитки, а затем второй жены Людовика XIV.
Нинон скончалась в возрасте приблизительно 89 лет очень богатой женщиной. До старости она сохраняла красоту — например, барон Сигизмунд Банье долго не соглашался посетить её салон, считая, что 70-летняя дама никак не может ему оказаться интересной. Когда же он наконец познакомился с де Ланкло, он сразу захотел стать её любовником. А проведя с нею ночь, был готов поклясться, что ей не более восемнадцати. Вскоре барон был убит на дуэли одним из отвергнутых соперников.

## Образ Нинон де Ланкло в кино
- Путь короля / L’allée du roi (Франция; 1996) режиссёр Нина Компанеец, в роли Нинон де Ланкло Анни Синигалья.